# アルマンド・クーパー
アルマンド・エンリケ・クーパー・ウィタカー（Armando Enrique Cooper Whitaker、1987年11月26日 - ）は、パナマ・コロン出身のプロサッカー選手。パナマ代表。ハポエル・テルアビブFC所属。ポジションは、ミッドフィールダー。

## 経歴

### クラブ
CDアラベ・ウニドでキャリアをスタート。
2011年1月、MLSのニューヨーク・レッドブルズが興味を示していると報じられたが、移籍は実現しなかった。7月、アルゼンチンのゴドイ・クルス・アントニオ・トンバに移籍。
2015年2月、2. ブンデスリーガのFCザンクトパウリに移籍したが、半年で母国のアラベ・ウニドに復帰した。ザンクトパウリでのプレー時間は僅か125分に留まった。
2016年8月、トロントFCにレンタルで加入。11月のMLSカップ・モントリオール・インパクト戦で初ゴールを挙げ、決勝進出に貢献した。プレーオフ終了後、完全移籍に移行。

### 代表
2007年、カナダで開催されたFIFA U-20ワールドカップに参加した。
2006年10月のエルサルバドル戦で初キャップ。2011年1月のコパ・セントロアメリカーナ・ニカラグア戦で初ゴール。

## 代表歴

### 出場大会
- パナマ代表
  - 2018 FIFAワールドカップ

### 試合数
- 国際Aマッチ 123試合 9得点（2006年-2022年）[8]

| パナマ代表 | 国際Aマッチ | 国際Aマッチ |
| 年         | 出場        | 得点        |
| ---------- | ----------- | ----------- |
| 2006       | 1           | 0           |
| 2007       | 0           | 0           |
| 2008       | 0           | 0           |
| 2009       | 0           | 0           |
| 2010       | 7           | 0           |
| 2011       | 20          | 3           |
| 2012       | 9           | 0           |
| 2013       | 5           | 0           |
| 2014       | 8           | 0           |
| 2015       | 15          | 1           |
| 2016       | 12          | 1           |
| 2017       | 19          | 2           |
| 2018       | 8           | 0           |
| 2019       | 8           | 1           |
| 2020       | 2           | 0           |
| 2021       | 7           | 1           |
| 2022       | 2           | 0           |
| 通算       | 123         | 9           |

### 得点
2019年6月18日現在
| # | 開催日         | 会場           | 対戦国               | スコア | 結果 | 試合概要                         |
| - | -------------- | -------------- | -------------------- | ------ | ---- | -------------------------------- |
| 1 | 2011年1月16日  | パナマ市       | ニカラグア           | 1–0    | 2–0  | 2011 コパ・セントロアメリカーナ  |
| 2 | 2011年1月18日  | パナマ市       | エルサルバドル       | 2–0    | 2–0  | 2011 コパ・セントロアメリカーナ  |
| 3 | 2011年8月10日  | サンタ・クルス | ボリビア             | 3–1    | 3–1  | 親善試合                         |
| 4 | 2015年11月13日 | キングストン   | ジャマイカ           | 1–0    | 2–0  | 2018 FIFAワールドカップ予選      |
| 5 | 2016年1月8日   | パナマ市       | キューバ             | 1–0    | 4–0  | コパ・アメリカ・センテナリオ予選 |
| 6 | 2017年1月22日  | パナマ市       | コスタリカ           | 1–0    | 1–0  | 2017 コパ・セントロアメリカーナ  |
| 7 | 2017年11月14日 | カーディフ     | ウェールズ           | 1–1    | 1–1  | 親善試合                         |
| 8 | 2019年6月18日  | セントポール   | トリニダード・トバゴ | 1–1    | 1–1  | 2019 CONCACAFゴールドカップ      |

## タイトル

### クラブ
アラベ・ウニド
- リーガ・パナメーニャ (3): 2008 (C), 2009 A II, 2010 (C), 2016 (A)

トロントFC
- サポーターズ・シールド: 2017
- カナディアン・チャンピオンシップ: 2017
- MLSカップ: 2017